# Marchetti-Gletscher
Der Marchetti-Gletscher ist ein Gletscher im ostantarktischen Viktorialand. In der Saint Johns Range fließt er vom Nordhang des Mount Mahony zum Cotton-Gletscher.
Das Advisory Committee on Antarctic Names benannte ihn 2007 nach Peter Anthony Marchetti, der zwischen 1987 und 2007 an 20 Kampagnen auf der McMurdo-Station teilgenommen hatte.